# 1-je Ponyri
1-je Ponyri (ros. 1-е Поныри) – wieś (sieło) w Rosji, w obwodzie kurskim, w rejonie ponyrowskim. W 2010 liczyła 821 mieszkańców.